# Aconodes pedongensis
Aconodes pedongensis là một loài bọ cánh cứng trong họ Cerambycidae.